# Jack & Jack
Jack & Jack son un dúo estadounidense de Trap integrado por Jack Gilinsky y Jack Johnson. Ambos se conocen desde la guardería. A lo largo de su carrera han hecho cuatro tours, Magcon en 2013 , DigiTour en 2014, We Demand con su gira por Sudamérica en 2015 y AGFIN(A Good Friend Is Nice) en 2019  . Además de lanzar sencillos, ellos también publicaban vídeos en la red social  Vine. Son mejor conocidos por su solo "Wild Life" en 2014 que alcanzó el número 2 en iTunes y número 10 en los Billboard Hot 100. Ambos asistieron a la Omaha Westside High School.

## El comienzo
Jack & Jack nacieron en Omaha, Nebraska. Se conocieron en el jardín de infancia, los dos llevaban puesta la misma camiseta y tenían el mismo nombre. Se hicieron amigos durante primaria y secundaria.
La carrera de comedia de Jack and Jack comenzó con un canal de colaboración de YouTube MotherFalconQuagmire. Poco a poco dejó de ser un hobby ya que sus videos comenzaron a tener mucha audiencia. Pero no duró mucho porque cuando comenzaron la secundaria mucha de esa audiencia se desvaneció, su amistad se conserva hasta el momento junto a su agrupación.

## Carrera

### 2013- 2014: El comienzo
Jack and Jack comenzaron a subir videos de 6 segundos como comedia en Vine durante el verano de 2013. Jack Johnson subió los primeros vines a su nombre en julio de 2013 incluyendo la serie I Never Miss. Jack Gilinsky apareció más tarde y se unió a la cuenta, rebautizándola como Jack and Jack. Su éxito vino con Nerd Vandals, un vídeo que se hizo viral, alagado por Huffington Post como “El vine perfecto”, acumulando 25.000 de seguidores en poco tiempo. Sus vines trataban de 6 segundos de covers de canciones, videos de When This Song Comes On y más.
Más tarde se unieron a Magcon tour y continuaron acumulando seguidores durante este, junto con otros famosos de Vine. En febrero de 2015, habían acumulado 5 millones de seguidores en la cuenta que compartían y estaban en el número 18 de los viners más conocidos en abril de 2015.
Jack and Jack ya tenían 2 juegos con la asociación Omaha-based de juegos para móviles, compañía de SkyVu Entertainment. Su primer juego, Let It Goat, saltó al top 10 en Itunes poco después de salir al mercado, con millones de descargas en el primer mes y ABC News anunció que podía ser el juegos más adictivo desde "Flappy Bird”. El éxito de este juego llevó a Jack and Jack a crear otro, Jack & Jack Vines Puzzle Game, que se hizo público en diciembre de 2014.

### 2014: Se enfocan en la música
La búsqueda musical de Jack and Jack empezó cuando el dúo conoció a Turner y Travis Eakins (también conocidos como Barrington Park) en 2013. Durante su colaboración, Jack and Jack grabaron sus primeras obras de autoría compartida (Indoor Recess). Esto permitió a su música mezclarse y exhibirse al público en Itunes.
Su primera canción original, Distance, se exhibió al público en enero de 2014, estando en el número 7 en las listas de Itunes Estados Unidos Hip Hop. En febrero de 2015, Jack and Jack ya tenían 11 sencillos, incluyendo colaboraciones con Emblem3 (Cheat Codes, Bucket List), Shawn Mendes y Steve Aoki. Ahora están trabajando con los productores y compositores Max Martin y Savan Kotecha.
Los dos Jacks tocan instrumentos y escriben su propia música, comparten intereses como reggae, R&B, pop y hip hop, que influye en sus canciones. En febrero de 2015, habían vendido 1.000.000 de sencillos en iTunes. También han estado en el Billboard Top Digital Songs List con Doing It Right, Tides, Cold Hearted, Like That (feat. Skate), Right Where You Are and Wild Life. Su sencillo, Like That, junto a Skate Maloley y con la aparición estelar de Sammy Wilk estuvo en las listas del top de Billboard poco después de que su primer video musical, en el cual Jack and Jack homenajearon a The Beatles. En mayo de 2015 ya tenían 5 videos musicales y ya vivían en Los Ángeles, donde escriben y producen nueva música.
Jack and Jack hacían campaña con múltiples marcas como Kohl's Mudd Style, Sour Patch Kids, Dell and Pizza Hut.
El 24 de julio de 2015, Jack and Jack sacaron una versión extendida de su álbum, Calibraska, en el mercado digital a través del distribuidor DistroKid, fundado por Philip J. Kaplan. La EP alcanzó el número 1 en las listas de ventas de Estados Unidos de iTunes pocas horas después de su lanzamiento.
El 19 de octubre de 2016, sacaron su nuevo sencillo 'All Weekend Long' que esta en el Top 50 en iTunes y ha conseguido más de 300.000 visitas en dos días.
En 2016 colaboraron con la Girl Band española Sweet California, con una canción llamada Empire que se encuentra en su nuevo álbum 3.
Este 2017 firman con Island Records y por este medio lanzan su nuevo EP, Gone que cuenta con cinco canciones que, en sí, relatan una sola historia.

## Discografía

### Álbumes de estudio
"A Good Friend Is Nice" (2019)

### Álbumes extendidos
| Título     | Detalles del Álbum                                | Posición       | Ventas                                                                 |
| Título     | Detalles del Álbum                                | Estados Unidos | Ventas                                                                 |
| ---------- | ------------------------------------------------- | -------------- | ---------------------------------------------------------------------- |
| Calibraska | - 24 de julio de 2015 - Formato: Digital download | 12             | - EE. UU.: 22,000 - Todo el mundo: 30,000 - (primera semana de ventas) |
| Gone       | - 26 de mayo de 2017 - Formato: Digital download  | 15             |                                                                        |

### Sencillos

#### Canciones propias
| Título                            | Año  | Posiciones     |                    |
| Título                            | Año  | Estados Unidos | Estados Unidos R&B |
| --------------------------------- | ---- | -------------- | ------------------ |
| "Indoor Recess"                   | 2013 | —              | —                  |
| "Distance"                        | 2014 | —              | —                  |
| "Flights"                         | 2014 | —              | —                  |
| "Paradise (Never Change)"         | 2014 | —              | —                  |
| "Doing It Right"                  | 2014 | —              | 82                 |
| "Wild Life"                       | 2014 | 87             | 25                 |
| "Cold Hearted"                    | 2014 | —              | —                  |
| "Tides"                           | 2014 |                | 46                 |
| "Groove"                          | 2014 | —              | —                  |
| "Right Where You Are"             | 2014 | —              | 50                 |
| "Like That" (featuring Skate)     | 2014 | —              | 36                 |
| "Cheat Codes" (featuring Emblem3) | 2014 | —              | —                  |
| "I'm In"                          | 2014 | —              | —                  |
| "All weekend long"                | 2016 | —              | —                  |
| "Beg"                             | 2017 | —              | —                  |
| "Stay With Me"                    | 2018 | —              | —                  |
| "Closure"                         | 2018 | —              | —                  |
| "I Don't Know"                    | 2018 | —              | —                  |
| "No One Compares To You"          | 2018 | —              |                    |

#### Colaboraciones
| Título                                                               | Año  |                    | Posiciones     |
| Título                                                               | Año  | Estados Unidos R&B | Estados Unidos |
| -------------------------------------------------------------------- | ---- | ------------------ | -------------- |
| "Bucket List" (Wesley Stromberg con la participación de Jack & Jack) | 2014 | —                  | —              |
| "Party of the Year" (DJ Rupp con la participación de Jack & Jack)    | 2015 | —                  | —              |
| "Firecracker" (Dyllan Murray con la participación de Jack & Jack)    | 2015 | —                  | —              |
| "Roll 'em Up" (Alli Simpson con la participación de Jack & Jack)     | 2015 | —                  | —              |
| "808" (Kalin and Myles con la participación de Jack & Jack)          | 2015 | —                  | —              |
| "I'm In Love" (Skate con la participación de Jack & Jack)            | 2015 | —                  | —              |
| "Empire" (Sweet California con la participación de Jack & Jack)      | 2016 | —                  | —              |
| "Rise" (Jonas Blue con la participación de Jack & Jack)              | 2018 |                    | 9              |

#### Vídeos musicales
| Año  | Título                    | Director             | Notas                    |
| ---- | ------------------------- | -------------------- | ------------------------ |
| 2014 | "Doing It Right"          | Dylan Adams          |                          |
| 2014 | "Tides"                   | Andre LaDon          |                          |
| 2014 | "Wild Life"               | Niklaus Lange        |                          |
| 2015 | "Like That (Feat. Skate)" | Andre LaDon          |                          |
| 2015 | "Groove"                  | Andre LaDon          |                          |
| 2015 | "California"              | Raúl Fernández       | En colaboración con Dell |
| 2016 | "How We Livin"            | Andre LaDon          |                          |
| 2016 | "All weekend long"        | The young astronauts | No                       |
| 2017 | "Distraction"             | Jack & Jack          |                          |
| 2017 | "Falling"                 | Jack & Jack          |                          |
| 2017 | "Last thing"              | Jack & Jack          |                          |
| 2017 | "Hurt people"             | Jack & Jack          |                          |
| 2017 | "2 Cigarettes"            | Jack & Jack          |                          |
| 2018 | "Beg                      | Jack & Jack          |                          |

## Premios y nominaciones
| Año  | Premio                   | Categoría                    | Resultado |
| ---- | ------------------------ | ---------------------------- | --------- |
| 2014 | Teen Choice Awards       | Viner                        | Nominado  |
| 2015 | MTV Woodie Awards        | Social Climber               | Ganó      |
| 2015 | Teen Choice Awards       | Estrella de Internet: Música | Nominado  |
| 2015 | Streamy Awards           | Entretenimiento del año      | Nominado  |
| 2017 | iHeartRadio Music Awards | Social Star Award            | Ganó      |